# Robert B. Macon
Robert Bruce Macon (ur. 6 lipca 1859 w pobliżu Trenton w hrabstwie Phillips, zm. 9 października 1925 w Marvell) – amerykański adwokat, polityk, członek Partii Demokratycznej.

## Praca zawodowa
Po ukończeniu studiów prawniczych, przez kilka lat pracował w zawodzie w Helenie. Do działalności adwokackiej w tym mieście powrócił po zakończeniu pracy w Kongresie Stanów Zjednoczonych.

## Działalność polityczna
Od 1883 do 1887 był członkiem Izby Reprezentantów Arkansas. W okresie od 4 marca 1903 do 3 marca 1913 przez pięć kadencji był przedstawicielem 1. okręgu wyborczego w stanie Arkansas w Izbie Reprezentantów Stanów Zjednoczonych.